# Просна (Опольське воєводство)
Просна (пол. Prosna) — село в Польщі, у гміні Прашка Олеського повіту Опольського воєводства.
Населення — 95 осіб (2011).
У 1975-1998 роках село належало до Ченстоховського воєводства.

## Демографія
Демографічна структура станом на 31 березня 2011 року:
|          | Загалом | Допрацездатний вік | Працездатний вік | Постпрацездатний вік |
| -------- | ------- | ------------------ | ---------------- | -------------------- |
| Чоловіки | 49      | 7                  | 37               | 5                    |
| Жінки    | 46      | 7                  | 23               | 16                   |
| Разом    | 95      | 14                 | 60               | 21                   |